# Kirsti Ortola
Kirsti Ortola (29 de mayo de 1924 – 29 de agosto de 1993) fue una actriz teatral, cinematográfica y televisiva finlandesa.

## Biografía
Su nombre completo era Kirsti Kaarina Ottelin, y nació en Pieksämäki, Finlandia
Ortola se graduó en lo que actualmente es la Academia de Teatro de la Universidad de las Artes de Helsinki, donde estudió entre 1945 y 1947. Tras graduarse, fue actriz en el Teatro Nacional de Finlandia en 1947–1955, en el Teatro de Tampere en 1955–1959, y desde entonces hasta 1987 en Helsinki, en el Kaupunginteatteri y en el Kansanteatteri. Entre las obras en las que actuó figuran Las tres hermanas (de Antón Chéjov), La señorita Julia (de August Strindberg), La gaviota (de Antón Chéjov), Daniel Hjort (de Josef Julius Wecksell), Tío Vania (de Antón Chéjov), Sodan ja rauhan y Largo viaje hacia la noche (de Eugene O'Neill).
Además de actriz teatral, Ortola trabajó para el cine y para la televisión. De entre sus actuaciones para la gran pantalla destaca su trabajo en la película Pastori Jussilainen, por la cual recibió en el año 1956 el Premio Jussi. El último papel cinematográfico de Kirsti Ortola fue el de madre en la cinta de 1988 Pohjanmaa.
Kirsti Ortola estuvo casada con el actor Tauno Palo desde el año 1962, tras haberse divorciado Palo de su primera esposa. Tuvieron un hijo, Jukka-Pekka Palo, que también fue actor. Ambos se habían conocido en el año 1949 mientras actuaban en Rosvo-Roopessa. La actriz falleció en Helsinki en el año 1993.

## Filmografía (selección)
- 1947 : Pimeänpirtin hävitys
- 1947 : Koskenkylän laulu
- 1949 : Kalle-Kustaa Korkin seikkailut
- 1949 : Rosvo-Roope
- 1950 : Rakkaus on nopeampi Piiroisen pässiäkin
- 1951 : Radio tekee murron
- 1952 : Omena putoaa...
- 1952 : Yhden yön hinta
- 1952 : Silmät hämärässä
- 1952 : Kulkurin tyttö
- 1953 : Hilja – maitotyttö
- 1953 : Kolmiapila
- 1955 : Pekka ja Pätkä pahassa pulassa
- 1955 : Pastori Jussilainen
- 1955 : Neiti talonmies
- 1960 : Myöhästynyt hääyö
- 1961 : Kaasua, komisario Palmu!
- 1963 : Herra Oblomov (telefilm)
- 1964 : Maalareilla ei ole muistoja (telefilm)
- 1965 : Dyskolos eli ihmisviha (telefilm)
- 1967 : Ihmisiä elämän pohjalla (telefilm)
- 1973 : Meiltähän tämä käy
- 1979 : Herätkää ja riemuitkaa! (telefilm)
- 1982 : Vainajan vaivat (telefilm)
- 1984 : Yöjuttu: Merkitty (telefilm)
- 1988 : Pohjanmaa